# Hannes Peckolt
Hannes Peckolt, né le 18 novembre 1982 à Ludwigshafen, est une skipper allemand.

## Carrière
Hannes Peckolt participe aux Jeux olympiques d'été de 2008 à Pékin et remporte la médaille de bronze dans la catégorie du 49er avec son frère Jan Peter Peckolt.